# Achirus mazatlanus
Achirus mazatlanus es una especie de pez del género Achirus, familia Achiridae. Fue descrita científicamente por Steindachner en 1869.
Se distribuye por el Pacífico Oriental: desde Baja California, México a Puerto Pizarro, Perú.. La longitud total (TL) es de 22,5 centímetros. Habita en aguas costeras hasta los 20 metros de profundidad donde se alimenta de peces pequeños, crustáceos y ocasionalmente de detritos.
Está clasificada como una especie marina inofensiva para el ser humano.